# Franc Golob (agronom)
Franc Golob, slovenski agronom, član organizacije TIGR in slikar, * 18. september 1910, Grahovo ob Bači, Avstrijsko primorje, Avstro-Ogrska, † 14. september 2002, Ljubljana, Republika Slovenija.
Rodil se je v družini kovača Jerneja in kmetijce Marije Golob rojene Cvek. Končal je ljudsko šolo v rojstnem kraju in 2-letno kmetijsko šolo v Pazinu, ter se vpisal na študij sadjarstva v Firencah, ki pa ga zaradi aretacije fašističnih oblasti ni končal. Golob se je že kot dijak udeleževal zborovanj o narodno obrambni dejavnosti. Poleti 1926 so na tridnevnem zborovanju v Šebreljah sodelovali: Zorko Jelinčič, Zmago Krašna, Angel Kukanja, Srečko Logar, Albert Rejec, dva Tržačana in Franc Golob. Leta 1927 je sodeloval na zboru 20-tih tigrovcev v gozdu pri Bukovem, poleti 1928 pa na enotedenskem dijaškem tečaju z nad 100 udeleženci na Cvetrežu v Trnovskem gozdu. Pozimi 1926/1927 je začel sodelovati v organizaciji TIGR. Bil je pomemben člen tajnega kanala Bohinj - Baška grapa - Gorica. Prepovedano literaturo in šifrirano pošto sta mu nosila iz Bohinja Mihael Bizjak ter Porezna Franc Drole, Golob pa jo je nato z vlakom dostavljal v Gorico. Sam je ustanovil več celic v vaseh Grahovo, Koritnica, Kneža, Podmelec, Rut in Temljine. V vsaki celici je imel več sodelavcev, katere je oskrboval s prepovedanim gradivom, po katerega je tudi sam hodil v Kraljevino Jugoslavijo.
Fašistična oblast je decembra 1928 aretirala več tigrovcev med katerimi so bili trije 26. februarja 1930 pred posebnim sodiščem za zaščito države v Rimu obsojeni: Franc Drole na 3 leta, Ignac Šturm na dve leti in Franc Golob na eno leto in osem mesecev zapora. Golob je bil po prestani kazni še za tri leta konfiniran v kraj San Giovani in Fiore (pokrajina Cosenza). Tu je pri nekem slikarju pridobil teoretično in praktično znanje iz slikarstva. Ob 10. obletnici fašizma je bil pomiloščen, vrnil se je domov v Grahovo, nato pa pobegnil v Jugoslavijo. V Ljubljani mu je Lavo Čermelj priskrbel službo pri Kmetijski družbi, vmes pa je dve leti študiral na zagrebški agronomski fakulteti.
Po končani vojni je bil tri leta zaposlen na Ministrstvu za kmetijstvo in gozdarstvo v Ljubljani, nato je v Novi Gorici sodeloval pri ustanavljanju Kmetijskega zavoda in bil njegov direktor, obenem pa je deloval pri občinskem odboru Rdečega križa Slovenije. Na vodilnih mestih občinskega in republiškega odbora Rdečega križa je deloval več kot 25 let.
Franc Golob se je že v dijaških letih rad ukvarjal s slikarstvom. Ljubezen do slikanja je ohranil do pozne starosti. Slikal je olja na platnu, predvsem naravne lepote soške doline in Trente. Ustvaril je več kot tisoč slik. Njegove slike so na vseh kontinentih kjer živijo Primorci, ki radi posegajo po njih.